# 儋州故城
儋州故城位于中国海南省儋州市中和镇，2006年被列为第六批全国重点文物保护单位
儋州故城始建于唐初，是儋州治所，历经宋元明清各朝。城址呈不规则方形，周长约1600米，占地面积17.5万平方米，有德化门（东门）、镇海门（西门）、柔远门（南门）、武定门（北门）四个城门，每个城门有敌楼和瓮城。现存完整城墙200米，残墙450米，基础尚存的城墙950米。城内县存魁星塔、宁济庙、关帝庙、西门古道、太婆经、分司井和民居等古建筑。儋州故城是隋唐时期冼夫人活动的地方，也是宋朝苏轼蛰居之地。